# Greg Kot
Greg Kot (* 3. března 1957) je americký novinář a spisovatel. Studoval žurnalistiku na Marquette University. V roce 1990 začal psát pro deník Chicago Tribune, kde se věnuje převážně populární hudbě. Společně s Jimem DeRogatisem moderuje rozhlasový pořad Sound Opinions na chicagské stanici WBEZ (rovněž vysíláno přes NPR). Mezi hosty pořadu patřili například hudebníci Yoko Ono, Tom Petty, John Cale, Laurie Anderson nebo skupiny Arcade Fire a The Strokes. Mezi jeho knihy patří Learning How to Die, biografické kniha o skupiny Wilco (2004), nebo I'll Take You There o skupině The Staple Singers (2014). Rovněž přispíval do dalších magazínů, mezi které patří například Rolling Stone, Entertainment Weekly nebo encyklopedie Encyclopædia Britannica.